# Edward Corrie
Edward Martin Corrie (Hatfield, 21 februari 1988) is een Britse voormalige tennisspeler. Hij heeft nog geen ATP-toernooi gewonnen. Wel deed hij al mee aan een grandslamtoernooi. Hij heeft twee challengers in het dubbelspel op zijn naam staan.

## Palmares dubbelspel
| Nr.                              | Datum            | Toernooi  | Ondergrond    | Partner          | Tegenstanders in finale         | Score               |
| -------------------------------- | ---------------- | --------- | ------------- | ---------------- | ------------------------------- | ------------------- |
| Gewonnen challengers herendubbel |                  |           |               |                  |                                 |                     |
| 1.                               | 11 november 2013 | Champaign | Hardcourt (I) | Daniel Smethurst | Austin Krajicek Tennys Sandgren | 7-6(5), 0-6, [10-7] |
| 2.                               | 17 maart 2014    | Rimouski  | Hardcourt (I) | Daniel Smethurst | Germain Gigounon Olivier Rochus | 6-2, 6-1            |

## Resultaten grote toernooien
| Legenda | Legenda                          |
| ------- | -------------------------------- |
| g.t.    | geen toernooi gehouden           |
| l.c.    | lagere categorie                 |
| –       | niet deelgenomen                 |
| G       | uitgeschakeld in de groepsfase   |
| 1R      | uitgeschakeld in de eerste ronde |
| 2R      | uitgeschakeld in de tweede ronde |
| 3R      | uitgeschakeld in de derde ronde  |
| 4R      | uitgeschakeld in de vierde ronde |
| KF      | uitgeschakeld in de kwartfinale  |
| HF      | uitgeschakeld in de halve finale |
| F       | de finale verloren               |
| W       | het toernooi gewonnen            |
| w-v     | winst/verlies-balans             |

### Mannendubbelspel
| Grandslamtoernooien   |      |      |        |
| Australian Open       | –    | –    | 0-0    |
| Roland Garros         | –    | –    | 0-0    |
| Wimbledon             | 1R   | –    | 0-1    |
| US Open               | –    | –    | 0-0    |
| Winst-verlies         | 0–1  | 0–0  | 0-1    |
| ATP World Tour Finals |      |      |        |
| ATP World Tour Finals | –    |      | 0-0    |
| Olympische Spelen     |      |      |        |
| Olympische Spelen     | g.t. | g.t. | 0-0    |
| Statistieken          |      |      |        |
| Totaal aantal titels  | 0    | 0    | 0      |
| Eindejaarsranking     | 166  |      | n.v.t. |